# رافائو کرولیکوفسکی
رافائو کرولیکوفسکی (لهستانی: Rafał Królikowski؛ زادهٔ ۲۷ دسامبر ۱۹۶۶) بازیگر اهل لهستان است. وی از سال ۱۹۹۱ میلادی تاکنون مشغول فعالیت بوده‌است. وی دانش‌آموختهٔ آکادمی ملی هنرهای نمایشی الکساندر زلوروویچ در ورشو است.
از فیلم‌ها یا برنامه‌های تلویزیونی که وی در آن نقش داشته‌است، می‌توان به حالا یا هرگز!، فرصت دوباره، سرگذشت استاد تواردوفسکی، هتل زرافه و کرگدن، سال‌های شیرین، جادوگر (مجموعه تلویزیونی)، جادوگر (فیلم)، قانون حقیقی، صد سال خاندان وینیخ، پرستار کودک، هتل ۵۲، انتقام، ع چون عشق، طایفه، در خوشی و سختی و انگشتری با نشان عقاب تاج‌دار اشاره کرد.